# Beclavubir
Beclabuvir (también conocido por el nombre de investigación BMS-791325; abreviado BCV) es un medicamento antiviral para el tratamiento de la infección por el virus de la hepatitis C (VHC) que se ha estudiado en ensayos clínicos. En febrero de 2017, Bristol-Myers Squibb comenzó a patrocinar un ensayo postcomercialización de beclabuvir, en combinación con asunaprevir y daclatasvir, para estudiar el perfil de seguridad de la combinación con respecto a la función hepática. De febrero de 2014 a noviembre de 2016, se llevó a cabo un ensayo clínico de fase II sobre la combinación de asunaprevir/daclatasvir/beclabuvir (beclabuvir se denomina BMS-791325 en el ensayo) en pacientes infectados por el VIH y el VHC. Además, un reciente metaanálisis de seis ensayos clínicos publicados mostró altas tasas de respuesta en pacientes infectados por el genotipo 1 del VHC tratados con daclatasvir, asunaprevir y beclabuvir, independientemente del uso de ribavirina, del tratamiento previo con interferón o de la restricción a pacientes no cirróticos, del genotipo IL28B o de las variantes asociadas a la resistencia de base.

## Farmacología
Beclabuvir actúa como inhibidor de la NS5B (ARN polimerasa)